# Stefan Chomicz
Stefan Bronisław Jakub Chomicz vel Homicz, ps. „Poraj” (ur. 23 września 1890 we Lwowie, zm. 1969) – pułkownik kawalerii Wojska Polskiego, działacz niepodległościowy, kawaler Orderu Virtuti Militari.

## Życiorys
Urodził się 23 września 1890 we Lwowie, w rodzinie Jakuba, doktora praw i Bronisławy z Żurowskich. Był starszym bratem działaczy niepodległościowych i oficerów Wojska Polskiego, odznaczonych Krzyżami Niepodległości: Stanisława Bolesława (1894–1975), kapitana piechoty rezerwy, i Bronisława (1898–1940), porucznika administracji stanu spoczynku, który figuruje na Ukraińskiej Liście Katyńskiej.
W 1908 Stefan zakończył naukę w klasie VIIIa c. k. II Gimnazjum w Rzeszowie. W tym samym roku najmłodszy z braci rozpoczął naukę w klasie Ia, a Stanisław ukończył klasę IVa. Stefan po ukończeniu gimnazjum rozpoczął studia na Wydziale Prawa Uniwersytetu Jagiellońskiego, natomiast bracia od 1910 kontynuowali naukę w c. k. I Gimnazjum z polskim językiem wykładowym w Stanisławowie. Później Stefan przeniósł się na Uniwersytet Franciszkański we Lwowie, gdzie otrzymał dyplom magistra praw. Po ukończonych studiach odbył praktykę sądową w Czortkowie, gdzie jego ojciec, w stopniu starszego radcy skarbowego, pełnił służbę pństwową na stanowisku dyrektora c. k. Dyrekcji Okręgu Sakrbowego i przewodniczącego c. k. Sądu wyższego w sprawach skarbowych. W Czortkowie wstąpił do Drużyny Sokolej.
Obowiązkową służbę wojskową odbył w 31 pułku armat polowych, w charakterze jednorocznego ochotnika. W szeregach tego oddziału, po wybuchu I wojny światowej, wyruszył na front, ale w końcu września 1914 zdezerterował i 20 października na Węgrzech wstąpił do 2 szwadronu kawalerii Legionów Polskich, późniejszego 2 pułku ułanów. W jego szeregach odbył kampanię karpacką, besarabską i wołyńską. W czerwcu 1916 w czasie walk pod Kotulostrją (?) i Bojanem został kontuzjowany i odesłany do szpitala. W grudniu 1916 z Baranowicz został wysłany przez pułk na werbunek. W marcu 1917 wrócił do pułku do Mińska Mazowieckiego, skąd wyruszył z pułkiem na Bukowinę. 
W 1921 został odkomenderowany do Centralnej Szkoły Kawalerii w Grudziądzu, w charakterze słuchacza kursu dowódców szwadronów. Po ukończeniu kursu został przeniesiony do 9 pułku ułanów w Czortkowie. 3 maja 1922 został zweryfikowany w stopniu rotmistrza ze starszeństwem od 1 czerwca 1919 i 126. lokatą w korpusie oficerów jazdy (od 1924 – kawalerii). 3 maja 1926 prezydent RP nadał mu stopień majora ze starszeństwem z dnia 1 lipca 1925 i 18. lokatą w korpusie oficerów kawalerii. We wrześniu 1926 został przeniesiony do 6 pułku strzelców konnych w Żółkwi na stanowisko dowódcy szwadronu, a w czerwcu 1927 przesunięty na stanowisko dowódcy szwadronu zapasowego. W kwietniu 1928 został przeniesiony do 24 pułku ułanów w Kraśniku na stanowisko zastępcy dowódcy pułku. W styczniu 1931 został przeniesiony do Centrum Wyszkolenia Kawalerii w Grudziądzu na stanowisko komendanta Szkoły Podchorążych Kawalerii. 14 grudnia 1931 prezydent RP nadał mu stopień podpułkownika z dniem 1 stycznia 1932 i 2. lokatą w korpusie oficerów kawalerii. W lipcu 1935 został przeniesiony do 5 pułku ułanów w Ostrołęce na stanowisko dowódcy pułku. Na pułkownika został awansowany ze starszeństwem z 19 marca 1938 i 4. lokatą w korpusie oficerów kawalerii.
Był żonaty, miał córkę Wandę (ur. 20 czerwca 1926).

## Ordery i odznaczenia
- Krzyż Srebrny Orderu Wojskowego Virtuti Militari nr 5457[6]
- Krzyż Niepodległości – 6 czerwca 1931 „za pracę w dziele odzyskania niepodległości”[43][44]
- Krzyż Kawalerski Orderu Odrodzenia Polski
- Krzyż Walecznych[33]
- Złoty Krzyż Zasługi po raz drugi
- Złoty Krzyż Zasługi po raz pierwszy[33]
- Medal Pamiątkowy za Wojnę 1918–1921[45]
- Medal Dziesięciolecia Odzyskanej Niepodległości[45]
- Medal Zwycięstwa[45]
- Państwowa Odznaka Sportowa[45]
- Odznaka Strzelecka[45]